# Maurice-Jean-Joseph Abadié
Maurice-Jean-Joseph Abadié, francoski general, * 1877, † 1948.